# Melchior (nouvelle)
Pour les articles homonymes, voir Melchior.
Melchior est une nouvelle romantique de George Sand publiée en 1832. 

## Résumé

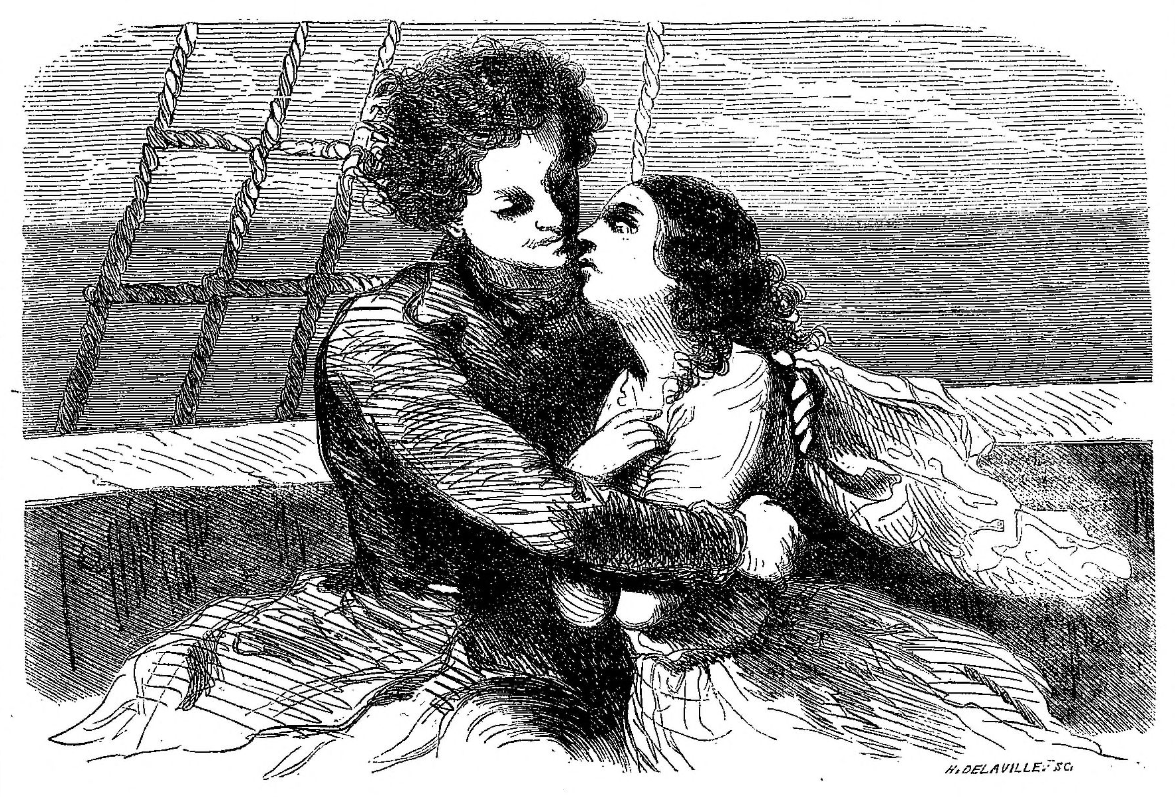
Illustration pour Melchior dans une réédition du roman Indiana chez Hetzel en 1861 incluant la nouvelle.

Henri et James Lockrist sont deux frères nés en Bretagne ; le premier devient pêcheur, le second marin au long cours. Après de longues années, James Lockrist, devenu un riche nabab, s'est établi en Inde et veille sur la santé fragile de sa fille Jenny, seule survivante de ses quatorze enfants. Il hésite à rentrer en Bretagne afin de préserver la santé de sa fille, et c'est à ce moment qu'il apprend des nouvelles de son frère. Henri est mort depuis quelques années, son épouse vit dans la misère et sa nombreuse descendance est morte comme celle de James, à l'exception d'un fils, Melchior, qui est lui aussi devenu marin au long cours. Dès lors, James Lockrist se met à la recherche de Melchior, dans l'idée de le marier à Jenny. James, Jenny et Melchior se rencontrent finalement à Calcutta, mais Jenny a persuadé son père de ne pas dire la vérité à Melchior avant qu'elle ait pu vérifier si le jeune marin était digne de l'épouser. 
Melchior est un jeune homme ignorant, simple et en apparence insouciant. Jenny lui fait croire que son père tient absolument à imposer le célibat à sa fille ainsi qu'à toutes ses connaissances, et qu'ils ne doivent surtout pas se marier. Au premier abord, cela les arrange tous les deux, car Jenny est déçue par la nonchalance de Melchior. Mais celui-ci se montre si candide et si peu intéressé par le mariage qu'elle finit par s'éprendre de lui et par décider de le séduire. Dans l'intervalle, Melchior a parlé à Jenny de la pauvreté de sa mère, et Jenny n'a aucune difficulté à convaincre son père de payer les dettes de sa tante. Melchior doit rentrer en Bretagne porter la somme d'argent : James Lockrist et Jenny s'embarquent avec lui. 
Pendant la longue traversée qui ramène les trois parents en Bretagne, Jenny parvient peu à peu à faire en sorte que Melchior tombe amoureux d'elle : il change de comportement en sa présence, se trouble, s'interroge. Cependant Melchior a un secret douloureux : quelques années plus tôt, en Alger, il a été dupé par la Térésine, une jeune femme manipulatrice désireuse de s'approprier une somme d'argent qu'il avait gagnée. Elle lui a joué la comédie et il l'a épousée, puis elle l'a aussitôt trompé et il est parti, mais il est toujours lié par le contrat du mariage. Melchior se trouve donc dans l'impossibilité d'épouser Jenny, et l'influence bénéfique que Jenny a eu sur lui fait qu'il ne veut pas en devenir l'amant dans de telles conditions, puisque ce serait attenter à son honneur. Melchior et Jenny ont pris l'habitude de discuter à l'écart de l'équipage et des passagers en se réfugiant sur un banc situé sur un des porte-haubans, à l'extérieur du bastingage. Jenny finit par avouer ses sentiments à Melchior, mais il reste triste et sombre, et, faute d'oser avouer son secret à Jenny, il prétend ne pas être digne d'elle.
Quelques heures après, une tempête terrible se déclenche. Tous les marins doivent être à la manœuvre, tandis que Jenny et son père se réfugient dans leur cabine. Mais au moment où on croit le navire voué à un naufrage certain, Melchior vient trouver Jenny et l'emmène dans sa cabine, seule à seul. Il lui avoue ses sentiments, tous deux s'engagent à se marier, mais, persuadés qu'ils sont tous les deux de mourir noyés dans l'heure, il la persuade de faire l'amour avec lui.
Cependant, la tempête finit par se calmer. Melchior et Jenny n'osent plus se regarder ou se parler. Ils finissent par se retrouver et par se suicider en se jetant à la mer ensemble. On se jette à leur secours et on les repêche, mais seul Melchior survit : Jenny est déjà noyée. Melchior arrive en Bretagne, dans un état d'abattement et de silence complet : il ne poursuit plus sa vie que par routine. Parvenu chez lui, il découvre une lettre qui lui annonce la mort de la Térésine, ce qui le libère de son mariage : il aurait donc pu épouser Jenny si elle avait survécu. Pris d'un accès de démence violente, il est mis sous camisole de force jusqu'à se calmer, mais il perd complètement la mémoire. Depuis ce moment, un jour par an, le jour anniversaire de la mort de Jenny, Melchior reprend ses esprits, se souvient d'elle, l'appelle et veut se tuer. Le reste de l'année, il vit une vie en apparence normale mais amnésique, et c'est en réalité pendant cette période-là qu'il est fou.